# 大津波警報
大津波警報（おおつなみけいほう）とは、日本において3mを超える津波が予想される場合に気象庁から発表される津波に関する警報。2013年3月7日から正式な区分となったが、従来は「津波警報（大津波）」の通称として用いられていた語である。

## 概要
大津波警報は、高い所で3mを超える津波が予測される場合に発表され、予想される津波の高さを数値で発表する場合には、「5m」「10m」「10m超」とし、マグニチュード8以上の巨大地震の場合には、誤差が大きくなることから、正確な地震規模がわかるまで、数値ではなく「巨大」と表現する（東北地方太平洋沖地震後の津波警報の改善については「津波警報」も参照）。
|              | 発表基準         | 予想される津波の高さ | 予想される津波の高さ |
| 数値での発表 | 発表基準         | 巨大地震（M8超）     |                      |
| ------------ | ---------------- | -------------------- | -------------------- |
| 大津波警報   | 10m<予想高さ     | 10m超                | 巨大                 |
| 大津波警報   | 5m<予想高さ≦10m  | 10m                  | 巨大                 |
| 大津波警報   | 3m<予想高さ≦5m   | 5m                   | 巨大                 |
| 津波警報     | 1m<予想高さ≦3m   | 3m                   | 高い                 |
| 津波注意報   | 0.2m≦予想高さ≦1m | 1m                   | （表記しない）       |

改正前の区分では、「津波警報（大津波）」として津波警報の一区分として位置づけられ、高いところで3m程度以上の津波が予測される場合に発表され、予想される津波の高さについては、3m・4m・6m・8m・10m以上に分けられていた。
「津波の津波警報」や「大津波の津波警報」などといった呼び方は、公式発表の資料などで用いられていたが、複雑であり報道機関では「津波警報（津波）」の場合は単に「津波警報」、「津波警報（大津波）」の場合は「大津波警報」と区別して報道されるなど、一般には「津波警報（大津波）」は「大津波警報」と呼ばれてきた。東北地方太平洋沖地震後の津波警報改善の検討の中で、従来の区分に対してはわかりにくいとの指摘があり、2013年3月7日から、気象業務法の改正によって導入される新たな警報である「特別警報」の一種として、気象庁も正式名称として「大津波警報」に変更することとなったものである。

## 対応
気象庁では、大津波警報が発表された場合に想定される被害は「木造家屋が全壊・流失し、人は津波による流れに巻き込まれる」とし、とるべき行動は「沿岸部や川沿いにいる人は、ただちに高台や避難ビルなど安全な場所に避難してください。津波は繰り返し襲ってくるので、津波警報が解除されるまで安全な場所から離れないでください。ここなら安心と思わず、より高い場所を目指して避難しましょう」としている。また、中央防災会議の津波避難対策検討ワーキンググループが取りまとめた報告では、「地震による揺れを感じにくい場合には、大津波警報等による避難行動の喚起が重要であり、大津波警報を見聞きしたら速やかに避難することも併せて徹底する必要がある」と記載されている。

## 過去に発表された事例
現行の「大津波警報」に相当する「津波警報（大津波）」は計5回発表されている。
- 1953年（昭和28年）11月26日 房総沖地震[4][5]
- 1983年（昭和58年）5月26日 日本海中部地震[5]
- 1993年（平成5年）7月12日 北海道南西沖地震[5]
- 2010年（平成22年）2月27日 チリ地震（警報発表は日本時間2月28日）[6]
- 2011年（平成23年）3月11日 東北地方太平洋沖地震（東日本大震災）[4]

現行の「大津波警報」が発表された事例は以下の通り。
- 2024年（令和6年）1月1日 能登半島地震[4]